# JINKI EXTEND Re:VISION
『JINKI EXTEND Re:VISION』（ジンキ・エクステンド リヴィジョン）は、戯画から発売されたアダルトゲーム。初回限定版が2010年11月26日に発売、通常版が2010年12月3日発売。

## 概要
原作は綱島志朗が手掛ける漫画作品『ジンキ・エクステンド』であり、一般向け漫画原作の作品がアダルトゲーム化されるのは1996年に発売された『小鉄の大冒険』以来14年振りである。
ゲーム版の原画・キャラクターデザインも原作者である綱島志朗が担当している。登場人物の声優はテレビアニメ版『ジンキ・エクステンド』とは異なる。ゲーム版オリジナルの主人公を中心にストーリーが展開され、また、オリジナルのヒロイン2人も登場する。
初回特典にオリジナルサウンドトラック「JINKI EXTEND Re:VISION O.S.T VISIBLE SOUND SYSTEM」、予約特典に『BALDR SKY』のシステムを用いたアクションゲーム「JINKI ACTION GAME -Dive in BALDRSKY-」が付属する。

## ストーリー
共に平和な学園生活を送っていた氷野 顕と柊 赤緒。だが小河原 両平との出会いでそれが一変する。柊神社の近くで爆発が起こり２人はそこでモリビト２号が積まれたコンテナを見つける。その近くで傷つき凌辱された少女黄坂 ルイを発見する。同時にその横にはルイに暴行を加え強姦したカリスがいた。カリスとの力の差は見えていて、絶体絶命におもえたそのとき、ルイの足首につけられたアルファが顕と赤緒の思いに反応し、カリスを弾き飛ばす。カリスの攻撃意思は収まらない様子だったが両平の登場で顕と赤緒とルイは助かった。その時、両平から「なぜ逃げなかった？」と問いかけられ、赤緒の傷ついたルイがほっとけなかったという強い意志に充てられ、カリスが呼んだバーゴイルと戦うため、両平からモリビト２号に乗るよう言われた。両平はルイを抱えてその場から退避し、顕と赤緒はコンテナに積まれたモリビト２号に乗り込んだ。赤緒はトーレスシステム側のメイン操縦席に、顕は座席側の副操縦席に座り、向かってくるバーゴイルと戦い勝利した。
これにより、過酷な運命が待ち受ける戦いの物語が始まる。エルニィ・立花などの仲間と出会い、顕は成長していくが、やがて顕は敵の黒将に意識を乗っ取られてしまう。黒将は学園の教室で赤緒を押し倒すと、そのまま彼女の制服を剥ぐ。赤緒は泣きながら許しを請うが、レイプされて純潔を汚されてしまった。制服がぼろぼろになり精液まみれになるまで犯される赤緒。さらにクラス委員長の志麻涼子もまた、黒将の部下だったのにもかかわらず、大勢の男によって輪姦されてしまう。だが、赤緒や仲間たちの力で顕は自らの意識を取り戻すことに成功するのであった。

## 登場人物

### メインキャラクター
氷野 顕（ひょうの あきら）
主人公。
柊 赤緒（ひいらぎ あかお）
声：一色ヒカル
ヒロイン。
黄坂 ルイ（こうさか ルイ）
声：北都南
メル・J・ヴァネット
声：緒田マリ
エルニィ 立花（エルニィ たちばな）
声：金田まひる
川本 さつき（かわもと さつき）
声：青葉りんご
瑠璃垣 なずな（るりがき なずな）
声：紫苑みやび
未亡人。
志麻 涼子（しま りょうこ）
声：遠野そよぎ
クラス委員長。

### サブキャラクター
小河原 両平（おがわら りょうへい）
声：一条和矢
黄坂 南（こうさか みなみ）
声：七生みこと
柊 五郎（ひいらぎ ごろう）
声：草柳順子
泉（いずみ）
声：奥山歩
マキ
声：大野まりな
勝世（しょうせ）
声：安藤宗二
友次（ともつぐ）
声：城崎彦太
津崎 青葉（つざき あおば）
声：遠野そよぎ
カリス
声：風見トーリ
ハマド
八城 ジュリ（やしろ ジュリ）
Jハーン
バルクス
ヤオ

## 登場兵器
モリビト2号
ブロッケントウジャ
シュナイガートウジャ
ナナツーマイルド
ナナツーライト
キリビト・コア
モリビト1号
バーゴイル
バーゴイル･シザー
K・マ
ダークシュナイガー
O・ジャオーガ
CO・シャバール
トウジャCX
ポーンズ
キリビト・ザイ

## 舞台
新蛍野市
ゲームの主な舞台となる都市。
柊神社
柊赤緒が巫女として働いている神社。
柊台学園
主人公やヒロイン達が通っている学園。
シャンデリア
敵組織「キョム」の拠点。

## スタッフ
- 原画、キャラクターデザイン：綱島志朗
- シナリオ：綺月鏡水 with Team Birth-tale、鍛冶屋多郎
- 主題歌：『HIGHVISION』
歌：榊原ゆい、作詞：ayachi、作編曲：菊田大介（Elements Garden）
- BGM：水夏える
- ムービー：神月社、andyanim（Mju:z）